# Dorfkirche Binde

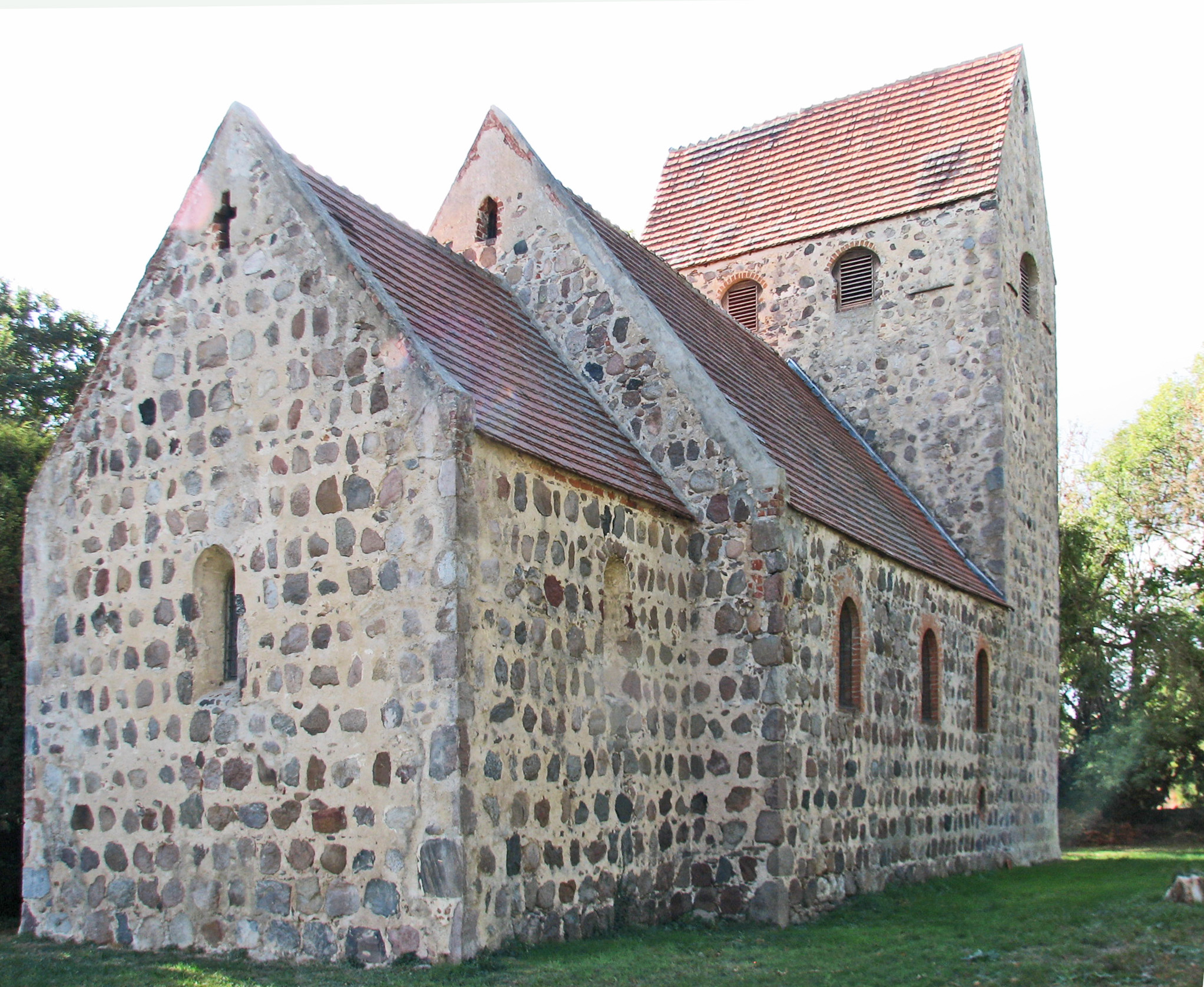
Dorfkirche Binde (2018)

Die evangelische Dorfkirche Binde ist eine romanische Saalkirche im Ortsteil Binde von Arendsee (Altmark) im Altmarkkreis Salzwedel in Sachsen-Anhalt. Sie gehört zum Pfarrbereich Fleetmark-Jeetze im Kirchenkreis Salzwedel der Evangelischen Kirche in Mitteldeutschland.

## Geschichte und Architektur
Die Kirche ist eine Saalkirche aus Feldstein mit eingezogenem quadratischem Chor und Westquerturm vom Anfang des 13. Jahrhunderts. Von den Öffnungen sind das schmale Ostfenster und die Priesterpforte in ursprünglicher Form erhalten, die übrigen wurden 1866 oder 1909 verändert. Der erhöhte Zugang zur Turmsüdseite stammt aus dem Mittelalter, ist jedoch offenbar nicht ursprünglich. Der Turm weist rundbogige Schallöffnungen mit Backsteinlaibungen auf, die teils 1909 erneuert wurden; der mittelalterliche Glockenstuhl ist erhalten. Ein Blitzschlag verursachte bauliche Schäden am Turm. Nach einem Bericht aus den Jahren 1793–1794 musste eine Instandsetzung erfolgen, da der Kirchturm von oben bis unten geborsten, das Dach heruntergefallen, die Treppen zerbrochen und das Gewölbe eingefallen war. Die Risse im Turmmauerwerk konnten erst bei der Restaurierung der Kirche mit Unterstützung der Deutschen Stiftung Denkmalschutz nach 2001 beseitigt werden, die wegen einer baulichen Sperrung der Kirche erforderlich wurde.
Das Innere der Kirche ist flachgedeckt, ein runder Triumphbogen aus Backstein gliedert den Raum, der Chor ist mit einem kuppeligen Kreuzgewölbe in Gusstechnik gedeckt. Die Westempore stammt aus dem Jahr 1909, wobei ältere Teile wiederverwendet wurden.

## Ausstattung
Der Altaraufsatz aus dem Jahr 1888 steht in der Turmhalle und zeigt ein Ölgemälde mit Christus als Schmerzensmann. Ein kleiner spätgotischer hölzerner Kruzifixus ist aus dem 15. Jahrhundert erhalten. Der Kanzelkorb aus der Zeit um 1680 ist mit schadhaften Gemälden versehen, die Christus und die Evangelisten zeigen. Aus der gleichen Zeit stammen die Taufe und der Pfarrstuhl.
Der neuromanische Orgelprospekt wurde 1900 von der Firma R. Voigt aus Stendal geliefert.
Zwei Bronzeglocken aus dem 19. Jahrhundert mussten im Ersten Weltkrieg für Kriegszwecke abgegeben werden und wurden durch Stahlglocken aus der Kunst- und Glockengießerei Lauchhammer ersetzt. Im Jahre 2006 wurde ein Bruchstück einer alten Binder Bronzeglocke gefunden, die 1524 von Arndt Blome gegossen worden war. Aus der Inschrift der Glocke ging hervor, dass sie Sankt Georg hieß: sanctus iorus heite ick. Somit könnte der Schutzpatron der Kirche St. Georg gewesen sein.
In der Nordostecke des Chores steht ein alter Grabstein. Aus seiner Inschrift geht hervor, dass der Pfarrer Johann Giedeon Schulze 1660 in Salzwedel geboren und 1697 in Binde gestorben ist.
Ein bemerkenswertes Portal aus Backstein um 1500 erschließt den Kirchhof. Es zeigt eine paraboloide Bogenöffnung und Kreisblenden in den Zwickeln, der obere Abschluss wird durch einen flachen Staffelgiebel gebildet, mit Kreisblende über doppeltem Deutschem Band.